# Ajijic
Der etwa 12.000 Einwohner zählende Ort Ajijic [a.xiˈxik] gehört zur Gemeinde (municipio) von Chapala. Er liegt auf dem Nordufer des größten natürlichen Sees Mexikos, dem Chapalasee im Bundesstaat Jalisco, in einer Höhe von ca. 1540 m. Seit dem Jahr 2020 ist der ehemalige Fischer- und heutige Ferienort als Pueblo Mágico eingestuft.

## Lage und Klima
Die Millionenstadt Guadalajara, die Hauptstadt von Jalisco, liegt ca. 55 km (Fahrtstrecke) nördlich; bis nach Mexiko-Stadt sind es ca. 560 km in südöstlicher Richtung. Die Pazifikküste bei Puerto Vallarta ist ca. 370 km entfernt. Über den nur 38 km entfernten Flughafen von Guadalajara sind viele Orte in ganz Mexiko gut zu erreichen. Aufgrund des ganzjährig milden Klimas (Regen, ca. 750 mm/Jahr fällt nahezu ausschließlich während der Sommermonate) haben sich dort viele Pensionäre aus den USA und Kanada, aber auch aus Europa niedergelassen. Zu den Künstlern und Literaten gehörten Ernest Hemingway, Norman Mailer, D. H. Lawrence und Otto Butterlin.

## Bevölkerung
| Jahr      | 1900  | 1950  | 2000   | 2020   |
| Einwohner | 1.355 | 2.313 | 13.278 | 11.439 |

Die meisten Einwohner der Kleinstadt sind indianischer Abstammung; auch der Anteil von Mestizen ist relativ hoch. Nur noch ein kleiner Teil der Einwohner der Gemeinde spricht den regionalen Nahuatl-Dialekt; Umgangssprache ist meist Spanisch (z. T. auch Englisch).

## Wirtschaft
Fischerei und Ackerbau bildeten lange Zeit die Lebensgrundlagen des Ortes. Heute sind der internationale wie der innermexikanische Tourismus von größter Bedeutung für das Leben der Kleinstadt.

## Geschichte
Ajijic war bereits lange Zeit vor der Ankunft der Spanier und deren Stadtgründung im Jahr 1531 von Nahuatl sprechenden Stämmen besiedelt. Die Bekehrung der Indios und die Verwaltung des Ortes lagen danach jahrhundertelang in den Händen des Franziskanerordens.

## Sehenswürdigkeiten
- Die Lage von Ajijic und das milde Klima üben eine große Anziehungskraft aus.
- Im „Internationalen Garten“ (Jardin Internacional) finden sich Nachbildungen von Statuen verschiedener Kulturen und Religionen.
- Verschiedene Hausfassaden sind mit Wandbildern (murales) geschmückt.
- Darüber hinaus gibt es ein Kunstmuseum (Museo de Arte) und ein Kulturzentrum (Centro Cultural).
- Die Fassade der Iglesia de San Andrés Apostol, einer ehemaligen Konventskirche des Franziskanerordens, zeigt eine nur grobe Steinbearbeitung, was auf eine Bauzeit im 16. Jahrhundert schließen lässt. Der Glockenturm (campanario) mit aufsitzender Laterne wurde im 18. Jahrhundert erneuert. Das einschiffige Langhaus ist gewölbt und empfängt sein Licht über Fenster in der Gewölbezone.